# Calificări în Liga Campionilor EHF Feminin 2019-2020
Acest articol descrie calificările în Liga Campionilor EHF Feminin 2019-2020.

## Tragerea la sorți
Cele patru echipe admise în această fază au jucat o semifinală și o finală sau un meci pentru locurile 3–4 pentru a determina ultima echipă participantă în Liga Campionilor. Meciurile s-au desfășurat pe 7 și 8 septembrie 2019. În semifinalele turneului de calificare DHK Baník Most a înfruntat Rocasa Gran Canaria, în timp ce ŽORK Jagodina a înfruntat Kastamonu GSK. Toate partidele s-au jucat în aceeași sală. Tragerea la sorți pentru stabilirea locului unde s-a desfășurat turneul a avut loc pe 26 iunie 2019, la Viena, în Austria, iar orașul Most din Cehia a primit dreptul de organizare.
Doar câștigătoarea turneului de calificare a avansat în faza grupelor, care a început pe 4–6 octombrie 2019.

## Turneul de calificare
|  | Semifinalele        | Semifinalele  |                   |    | Finala | Finala |
|  |                     |               |                   |    |        |        |
|  | 7 septembrie 2019   |               |                   |    |        |        |
|  |                     |               |                   |    |        |        |
|  | Rocasa Gran Canaria | 21            |                   |    |        |        |
|  | Rocasa Gran Canaria | 21            | 8 septembrie 2019 |    |        |        |
|  | DHK Baník Most      | 28            |                   |    |        |        |
|  | DHK Baník Most      | 28            | DHK Baník Most    | 35 |        |        |
|  | 7 septembrie 2019   |               | DHK Baník Most    | 35 |        |        |
|  |                     | Kastamonu GSK | 33                |    |        |        |
|  | Kastamonu GSK       | Kastamonu GSK | 33                | 31 |        |        |
|  | Kastamonu GSK       |               |                   | 31 |        |        |
|  | ŽORK Jagodina       | 15            |                   |    |        |        |
|  | ŽORK Jagodina       | 15            | Finala mică       |    |        |        |
|  |                     |               |                   |    |        |        |
|  | 8 septembrie 2019   |               |                   |    |        |        |
|  |                     |               |                   |    |        |        |
|  | Rocasa Gran Canaria | 28            |                   |    |        |        |
|  | Rocasa Gran Canaria | 28            |                   |    |        |        |
|  | ŽORK Jagodina       | 15            |                   |    |        |        |

### Semifinalele
| 7 septembrie 2019 17:15 | Rocasa Gran Canaria | 21 – 28 | DHK Baník Most | Sportovní hala, Most Asistență: 1.000 Arbitri: Ilieva, Karbeska |
| 7 septembrie 2019 17:15 | Gutkowska 4         | (11–11) | Kostelná 6     | Sportovní hala, Most Asistență: 1.000 Arbitri: Ilieva, Karbeska |
| 7 septembrie 2019 17:15 | 2× 3×               | Raport  | 1× 3×          | Sportovní hala, Most Asistență: 1.000 Arbitri: Ilieva, Karbeska |

| 7 septembrie 2019 19:45 | Kastamonu Bld GSK | 31 – 15 | ŽORK Jagodina     | Sportovní hala, Most Asistență: 500 Arbitri: Kijauskaitė, Žalienė |
| 7 septembrie 2019 19:45 | İskit 7           | (15–6)  | Ašanin, Nišavić 3 | Sportovní hala, Most Asistență: 500 Arbitri: Kijauskaitė, Žalienė |
| 7 septembrie 2019 19:45 | 6× 3×             | Raport  | 4× 3×             | Sportovní hala, Most Asistență: 500 Arbitri: Kijauskaitė, Žalienė |

### Finala mică
| 8 septembrie 2019 14:30 | Rocasa Gran Canaria | 28 – 15 | ŽORK Jagodina      | Sportovní hala, Most Asistență: 200 Arbitri: Ilieva, Karbeska |
| 8 septembrie 2019 14:30 | trei jucătoare 5    | (15–8)  | Ašanin, Gojković 4 | Sportovní hala, Most Asistență: 200 Arbitri: Ilieva, Karbeska |
| 8 septembrie 2019 14:30 | 1× 3×               | Raport  | 2× 3×              | Sportovní hala, Most Asistență: 200 Arbitri: Ilieva, Karbeska |

### Finala
| 8 septembrie 2019 17:00 | DHK Baník Most | 35 – 33 | Kastamonu Bld GSK | Sportovní hala, Most Asistență: 1.600 Arbitri: Kijauskaitė, Žalienė |
| 8 septembrie 2019 17:00 | Zachová        | (20–13) | İskit 7           | Sportovní hala, Most Asistență: 1.600 Arbitri: Kijauskaitė, Žalienė |
| 8 septembrie 2019 17:00 | 6× 2×          | Raport  | 7× 3×             | Sportovní hala, Most Asistență: 1.600 Arbitri: Kijauskaitė, Žalienė |